# Commandaria

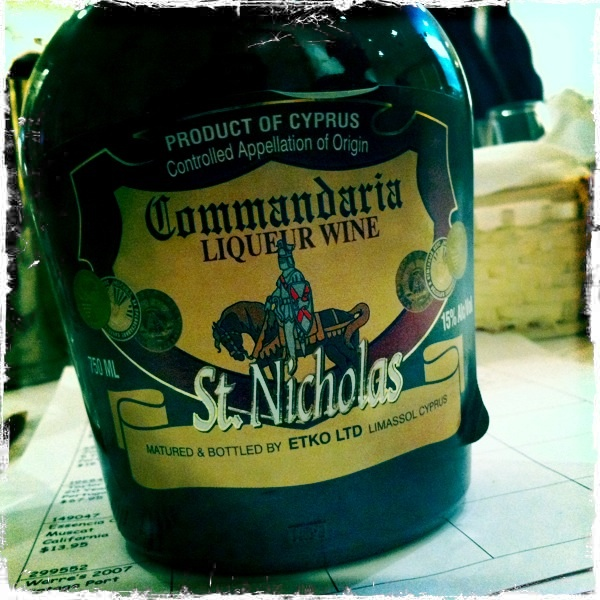
Eine Flasche Commandaria der Marke St. Nicholas

Commandaria, griechisch Koumandaría (Κουμανδαρία), ist eine Weinbauregion auf der Mittelmeerinsel Zypern und zugleich der Name eines zypriotischen Weines, eines meist gespriteten Südweines. Der auch „Commendaria“ genannte Wein kann Ähnlichkeiten mit einem süßen Sherry aufweisen. Seine Geschichte geht angeblich bis in die Antike zurück. Bereits Hesiod gibt Anweisungen, wie Wein aus getrockneten Trauben herzustellen ist (Strohwein), er bezieht sich aber nicht auf eine spezifische Region.

## Geschichte
Während des Dritten Kreuzzuges eroberte Richard Löwenherz Zypern und heiratete dort Berengaria, die Tochter von Sancho VI von Navarra. Bei der Hochzeit soll Commandaria ausgeschenkt und von Richard ausdrücklich gelobt worden sein. Nach dem Fall Akkos und der Johanniterkommende dort richteten die Johanniter in Kolossi, etwa 20 Kilometer nördlich von Limassol, eine Kommende (frz. commanderie) ein. 1306 gehörte die Burg Kolossi den Tempelrittern, die hier ihr neues Hauptquartier, die Große Kommende einrichteten, die später, nach dem Verbot der Tempelritter und ihrer Enteignung von den Johannitern übernommen wurde. Vom Worte „commanderie“ stammt der Name des Gebietes und des dort hergestellten Weines. Die Johanniter begannen, den Wein in größeren Mengen zu exportieren und an den europäischen Fürstenhöfen bekannt zu machen. Besonders nach Wien wurden jährlich große Mengen geliefert. Vermarktet wurde dieser Wein schon im ausgehenden Mittelalter als Commandaria, womit dieser zypriotische Wein der älteste Markenwein der Welt sein könnte. Das langwährende britische Mandat über Zypern begründete die Beliebtheit dieses Weines in Großbritannien.
Der Wein wurde auch medizinal gebraucht. Gegen Gelbsucht wurden drei Zweige der Mandragora in Commandaria eingeweicht, während man ein spezielles Gebet sprach. Davon trank der Kranke jeden Morgen drei Schluck.

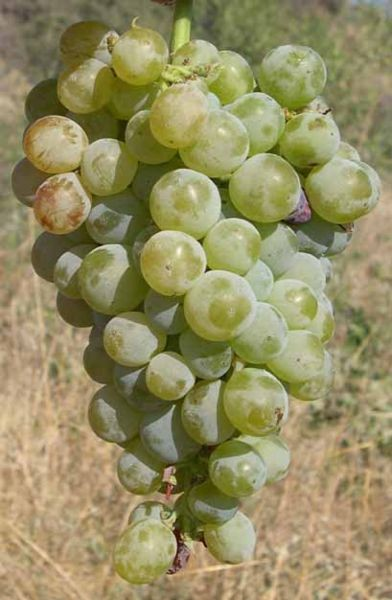
Xynisteri-Traube

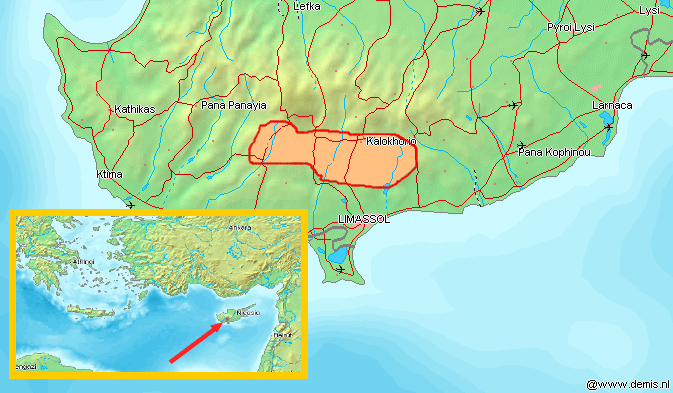
Commandaria-Region

## Region und Reben

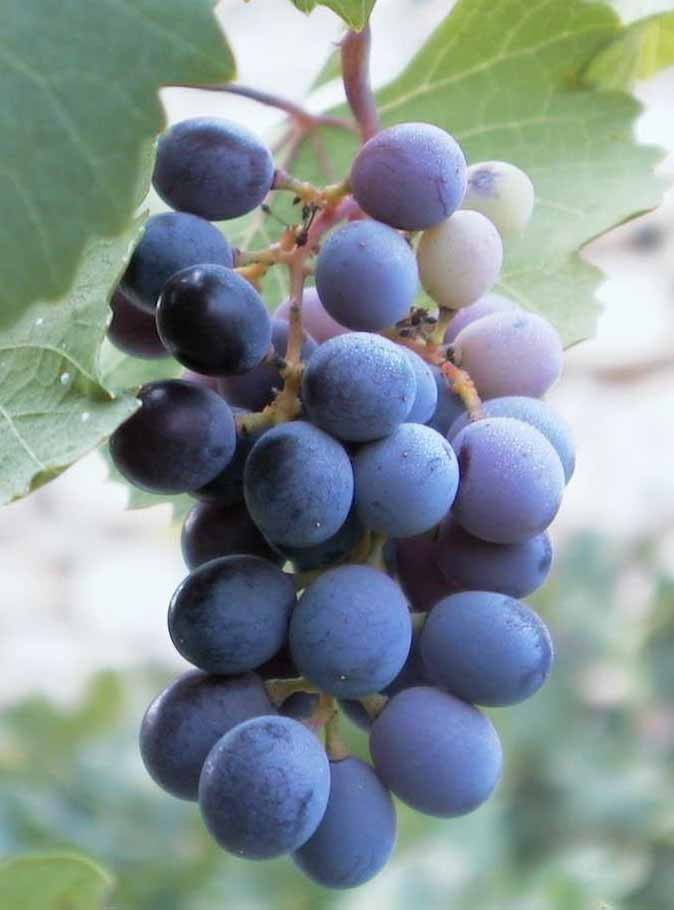
Mavro-Traube

Weine, die den Namen Commandaria tragen dürfen, stammen aus einer relativ kleinen Weinbauregion nördlich von Limassol an den südlichen Abhängen des Troodos-Gebirges. Die Region umfasst 14 Gemeinden; produziert wird der Wein sowohl von lokalen Winzern als auch von großen Kellereigenossenschaften, die ihre Keller und Produktionseinrichtungen in Limassol haben. Die Rieden befinden sich zwischen 600 und 900 Metern Höhe auf steinigem, kargem Untergrund; die Reben werden traditionell in Buschform gezogen und dürfen nicht bewässert werden. Bestockt sind etwa 2000 Hektar.
Zugelassen zur Produktion des Commandaria sind zwei autochthone Rebsorten, die rote Kypreiko, die auf Zypern mavro (griechisch: μαύρο „schwarz“) genannt wird und die weiße Xynisteri. Schon bei der Lese müssen die Trauben sehr hohe (über 230 Gramm/Liter) Zuckergrade enthalten; durch die anschließende Trocknung der Trauben auf Strohmatten oder Folien steigt der Zuckergehalt auf über 400 Gramm. Die Trauben werden getrennt gepresst und vergoren, traditionell in großen, zum Teil in der Erde vergrabenen Tonkrügen, in den großen Kellereien jedoch in Edelstahl-Gärtanks. Nach dieser zwei bis vier Monate dauernden Gärzeit werden die Jungweine meist zu gleichen Teilen verschnitten, mit Weingeist auf 15 bis 20 Volumenprozent aufgespritet und in großen Eichenfässern oxidativ ausgebaut. Gelegentlich kommt noch ein Alterungssystem zur Anwendung, das dem Solera-System nicht unähnlich ist und auf Zypern Mana-Methode genannt wird. Auch dabei wird die aus den Fässern der untersten Lage auf Flaschen gezogene Menge durch Jungweine aus oberen Fasslagen ergänzt.

## Wein
Nach der Aufspritung lagern die Jungweine in Eichen-, gelegentlich auch in Kastanienfässern mindestens zwei Jahre lang, meist aber länger. Sie kommen in verschiedenen Flaschentypen auf den Markt, häufig solchen, die Cognac-Flaschen oder Tawny-Port-Flaschen ähneln, gelegentlich auch in Bocksbeuteln.
Der Commandaria ist ein alkoholstarker, extraktreicher, fast cremiger Süßwein. Je nach Mischungsverhältnis der Grundweine und Ausbau ist er dunkel bernsteinfarben bis dunkelrötlichbraun. Der Commandaria ist ein sehr eigenwilliges Produkt, das am ehesten mit einem süßen Pedro Ximénez etwa aus Montilla-Moriles zu vergleichen ist. Viele der in den Handel kommenden Weine sind eher Durchschnittsprodukte, denen es an Raffinesse und Differenziertheit mangelt; sie sind schwer, süß und plump, ohne auf dem Gaumen nachhaltige Geschmacksnuancen entwickeln zu können. Einige sorgfältig hergestellte Weine jedoch verdienen durchaus Beachtung und können bei der immer vorhandenen Süße (Restzucker etwa 180 Gramm/Liter) neben einer ausgeprägten Kaffeenote vielfältige Aromen von Trockenfrüchten, Kirschen und Waldbeeren entwickeln. Ein Commandaria ist praktisch unbegrenzt haltbar; auch geöffnet erhält bei kühler Lagerung über Monate seine Trinkqualität. Er sollte gekühlt aus Sherry- oder Likörgläsern getrunken werden. Einige Gläserproduzenten haben eigene Commandaria-Gläser auf den Markt gebracht. Der größte und zugleich älteste zypriotische Produzent, Etko, hat sich unter anderem auf Commandaria-Weine spezialisiert und bietet auch viele ältere Jahrgänge in überdurchschnittlicher Qualität an.